# Nemzeti Őrsereg

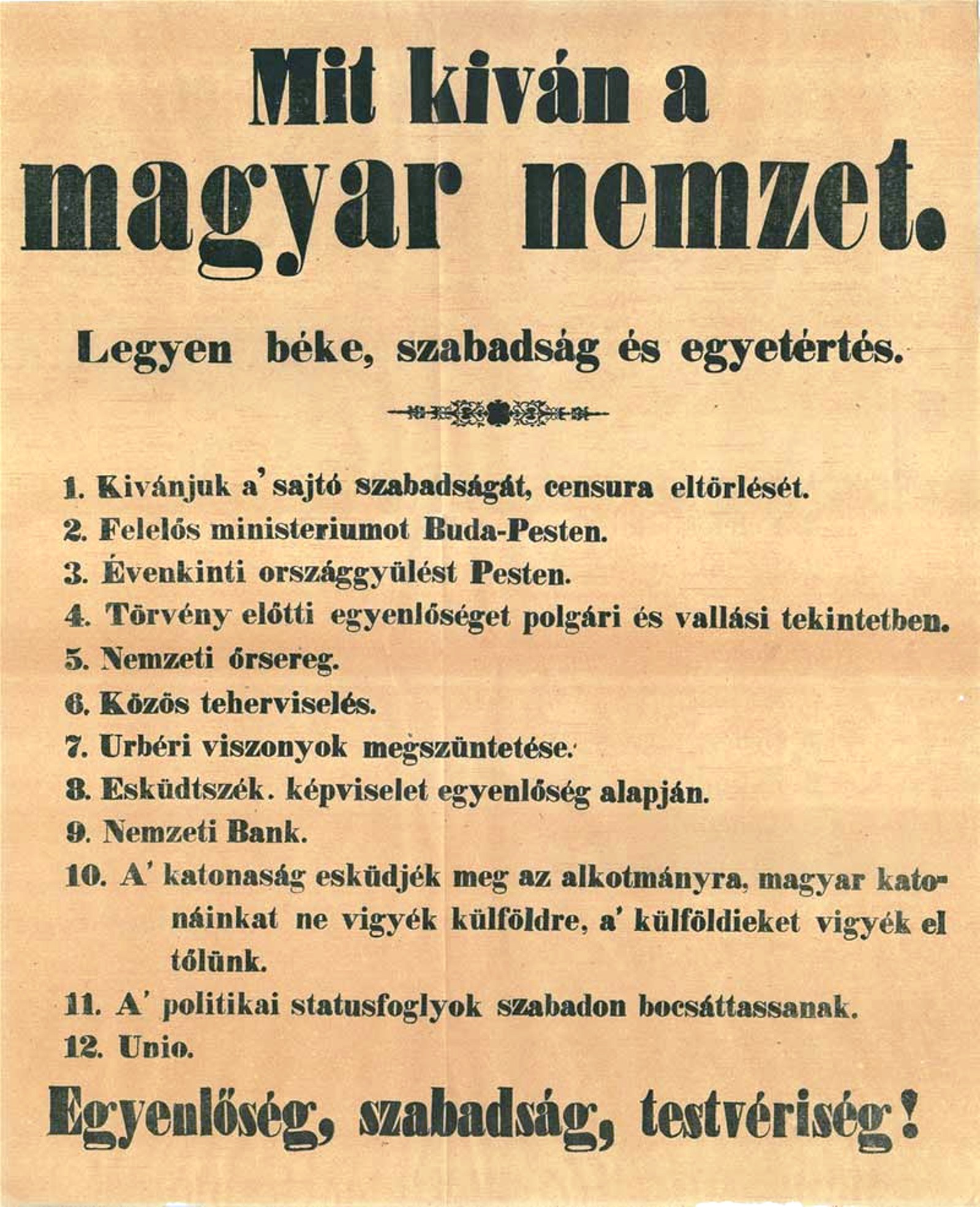
Az 1848. március 15-ei 12 pont

A Nemzeti Őrsereg (hivatalos nevén Nemzeti Őrsereg Hagyományőrző és Polgárőr Egyesület) 2007 tavaszán alakult, a Magyar Gárdával és a Jobbikkal szövetséges, szélsőjobboldali, félkatonai szervezet, amely katonai hagyományőrző baráti társaságként határozza meg önmagát.

## A név eredete
Az 1848. március 15-én kinyomtatott 12 pont 5. pontja fogalmazza meg először a „Nemzeti őrsereg” felállításának követelését. Egy hónappal később meg is kezdték egy Nemzetőrség nevű szervezet felállítását, miután az 1848. évi 22. törvény kimondta, hogy „a személy és vagyonbátorság, a közcsend és belbéke biztosítása, az ország polgárainak őrködésére bizatik”.
Nemzetőrség alakult az 1956-os forradalom alatt.
A 2007-ben alakult, Nemzeti Őrsereg néven működő szervezet az első két szervezet utódának tekinti magát.

## Megalakulása, jellege
A szervezet 2007 tavaszán, a Nyírségben alakult meg. Az ötlet a gyógyszerész végzettségű Kiss Sándortól származik, aki a Jobbik tagja, Piricsén és Encsencsen dolgozik. Alapító tagjai főleg Kisvárdáról és Nyíregyházáról szerveződtek.
2007. június 4-én léptek először egyenruhában a nyilvánosság elé. Részt vettek a nyíregyházi Trianon-megemlékezésen.
Törekvéseik megfogalmazásában a nemzettudat erősítésének fontosságát emelték ki. A szervezet szerint a céljaik békések, pártpolitikai kötődésük nincs. A valóságban azonban a szervezet több vezetője is tagja a Jobbik Magyarországért Mozgalom nevű pártnak.

## Egyesület bejegyzése
Az Őrsereg kérte a Nemzeti Őrsereg Hagyományőrző és Polgárőr Egyesület hivatalos bejegyzését. Ezt a Szabolcs-Szatmár-Bereg Megyei Bíróság 2008. január 14-én elutasította, hiánypótlásra szólítva fel az alapítókat. Ennek megtörténte után, a bíróság 2008 nyarán nyilvántartásba vette az egyesületet. E határozat ellen az ügyészség fellebbezett. A másodfokon eljáró Debreceni Ítélőtábla 2009 májusában jogerősen bejegyezte a szervezetet.
Az Őrsereg ellen a Magyarországi Munkáspárt 2006 még 2007 őszén sürgetett hatósági fellépést és tett feljelentéseket arra hivatkozva, hogy a párizsi békeszerződéssel ellenkezik, hogy félkatonai szervezet alakult és működik Magyarországon. Az eljáró ügyészség részint a szervezet be nem jegyzett mivolta, részint a feljelentés megalapozatlansága miatt a feljelentést elutasította.
2009. július 10-én Magyarországi Munkáspárt 2006 újra kezdeményezte az Őrsereg feloszlatását a Szabolcs-Szatmár-Bereg Megyei Főügyészségen.

## Szervezeti felépítés
Az ország több megyéjében (Szabolcs-Szatmár-Bereg, Hajdú-Bihar, Borsod-Abaúj-Zemplén, Heves, Jász-Nagykun-Szolnok, Csongrád, Somogy) és Budapesten is tevékenykednek. A szervezet állítása szerint szigorúan alulról építkező társaság, döntéseikben tükröződik a tagság 2/3-os véleménye. Az Őrsereg – létszámtól függően – települések illetve megyék szerint szervezett szakaszokra oszlik. A szakaszok működése – a gyakorlati alapokon nyugvó – Nemzeti Őrsereg Szolgálati Szabályzatán nyugszik, amely biztosítja azt, hogy egymástól távol is fel lehessen építeni az alegységeket.
2009 tavaszán megkezdődött egy új, a csendőrségre jellemző területi struktúra kialakítása. A megyéket kerület-ekre, azokat járás-okra, azokat pedig őrs-ökre osztják fel. Az őrsök élén az őrsparancsnok, a járások élén a járásparancsnok, a kerületek élén pedig a kerületvezető áll. Járásonként felállításra kerül 1-1 gyorsreagálású beavatkozó alegység is.
A folyamatos szolgálat törvényes kereteinek megteremtésére 2009. február 24-én létrehozták a Nyugodt Hétköznapokért Polgárőr Egyesület-et, melynek elnöke és alelnökei a Nemzeti Őrsereg Törzs tagjai, a többi alapító tag pedig nemzetvédő. A saját polgárőrség megalakításával céljuk, hogy a társadalomban fellépő "nagy igénynek és elvárásnak megfelelve ... felállítsuk Magyarország leghatékonyabb és legösszetartóbb legális önvédelmi szervezetét".
Az elsőként kialakítandó Szabolcs-Szatmár-Bereg megyei új struktúra részletei:
A megye 4 kerületből áll:
1. kerület: Kisvárda, Záhony és Vásárosnamény járások
2. kerület: Nyíregyháza, Nagyhalász és Tiszavasvári járások
3. kerület: Újfehértó, Baktalórántháza, Nyírbátor járások
4. kerület: Mátészalka, Fehérgyarmat, Csenger járások
A tiszavasvári járás pedig 10 őrsből áll: Tiszadob, Tiszadada, Szorgalmatos, Tiszavasvári, Tiszalök, Tiszaeszlár, Tiszanagyfalu, Rakamaz, Tímár és Szabolcs.

## Vezetése
- A Nemzeti Őrsereg Hagyományőrző és Polgárőr Egyesület elnöke: dr. Kiss Sándor gyógyszerész.
- Főkapitány:  A szervezet megalakulásától 2008. májusáig Dankó László, 2008. májusától 2009. júniusáig Kis László,[7] utána megbízott főkapitány és korelnök Sipos Zoltán.[8]  A 2011. október 2-i állománygyűlésen ifj. Sipos Zoltán főhadnagyot választották meg főkapitánynak.[9]
- Kommunikációs tiszt: Bodrog László, általános iskolai tanító, aki szabolcsi kistelepülések oktatási intézményeiben korábban cigány gyermekek oktatásával foglalkozott.
- A Hajdú-Bihar megyei egység kommunikációs altisztje: Ágoston Tibor debreceni református presbiter, jobbikos önkormányzati képviselő és 2010-es polgármesterjelölt.
- Jogi képviselő: Dr. Gyüre Csaba, ügyvéd, a Jobbik alelnöke, a párt Szabolcs-Szatmár-Bereg megyei elnöke, országgyűlési képviselő.

## Megjelenés, felszerelés

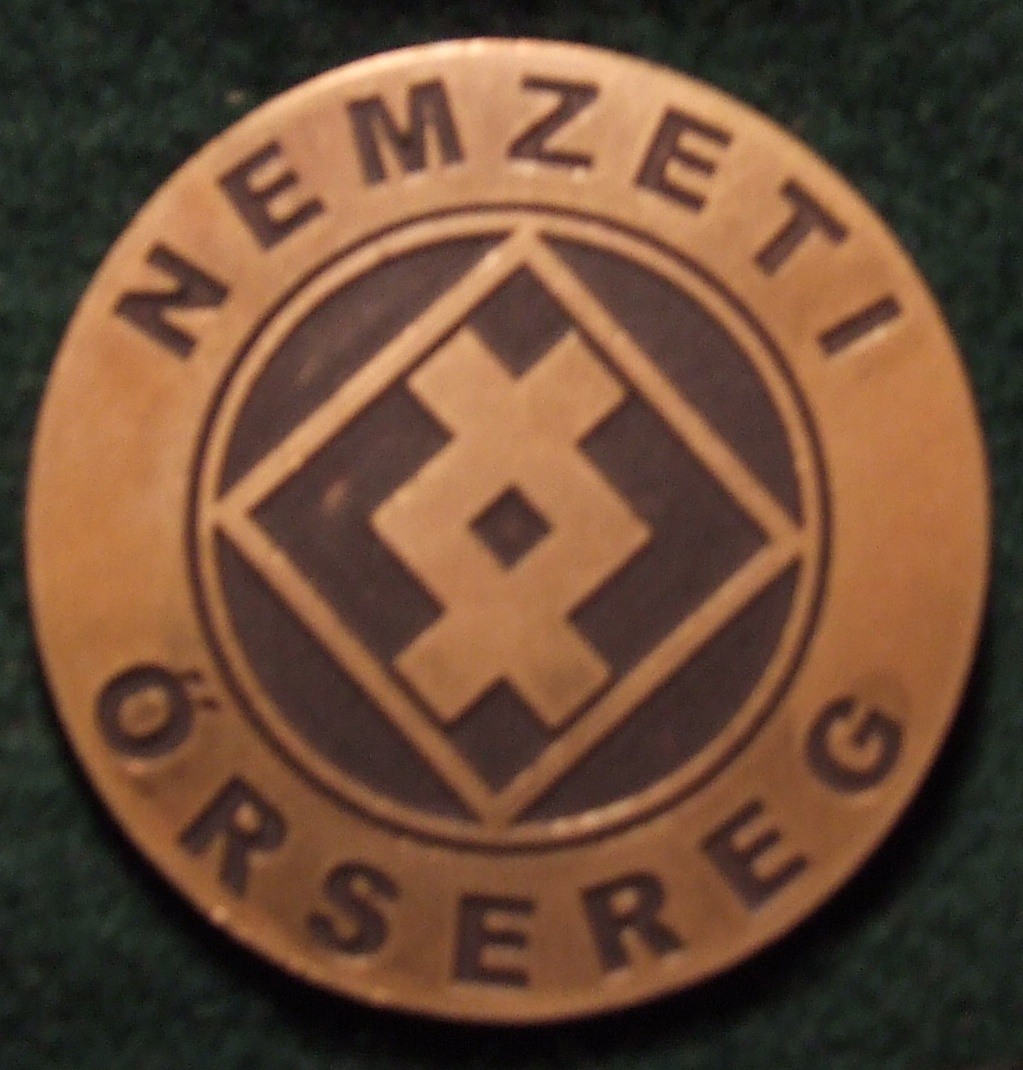
Sapkajelvénye

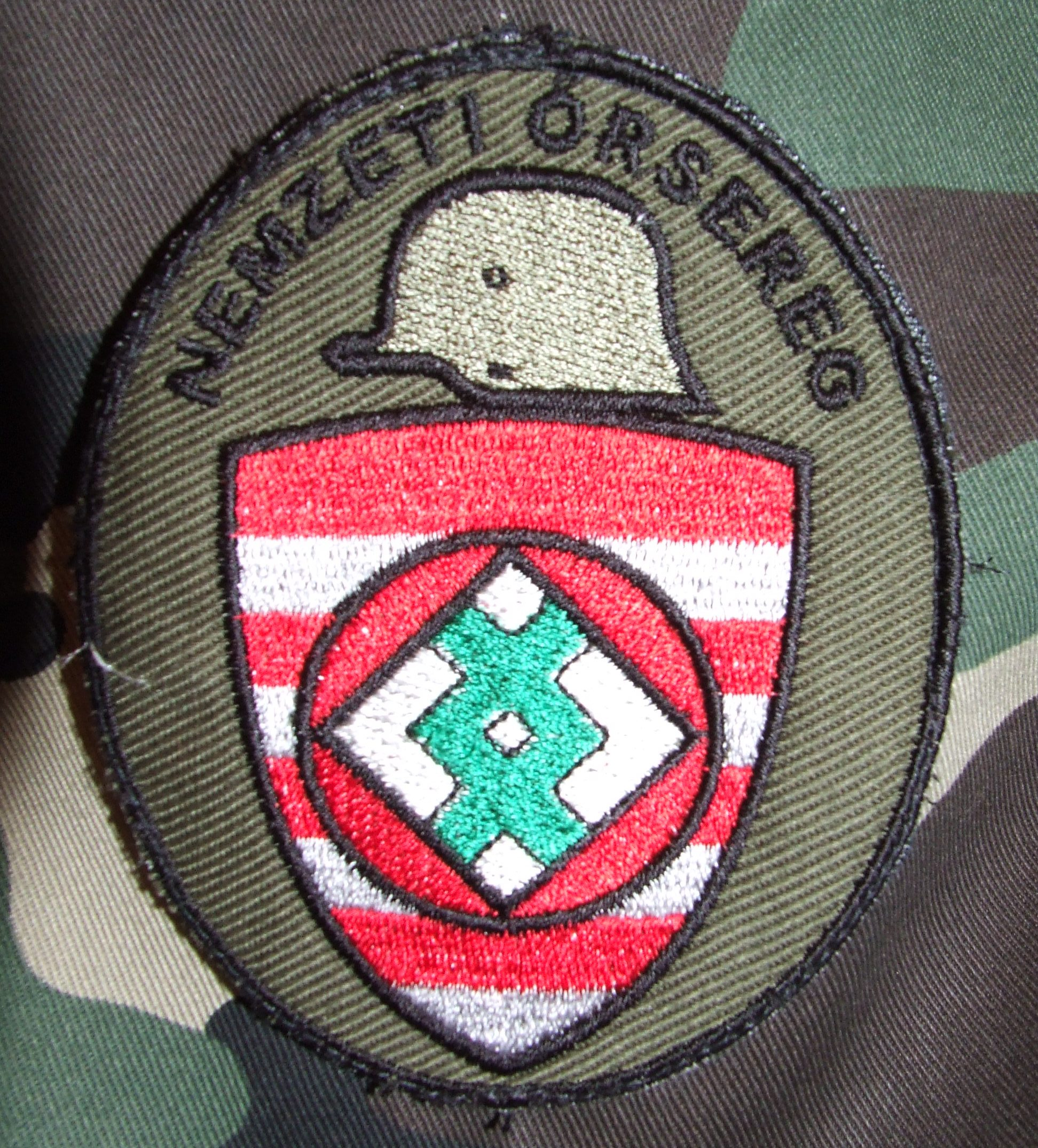
Kar állományjelzője

A szervezet megjelenése félkatonai jellegű: rendezvényeiken egyenruhát hordanak, alakzatban mozognak, vezényszavakat használnak. Fegyvert vagy fegyverként használható eszközt ellenben nem viselnek.
Egyenruhájuk  szabása és színösszeállítása részben a II. világháború idején rendszeresített magyar honvéd egyenruhát utánozza. Részei: bakancs, beletűrt sötétzöld nadrággal, derékszíj és könyék fölé felhajtott ujjú, vállpántos, álló gallérú drapp ing (hűvös időben derékszíjjal kívülről leszorított, barna rövid kabáttal, fehér cérnakesztyűvel) és ellenző nélküli zöld sapka. A felsőruházat bal karján a vállszalag alá gombolt, könyék felett végződő  sötétzöld toldaton karszalagot viselnek, amely árpádsávos alapon, piros körben, csúcsán álló, feketével szegett fehér négyzetet ábrázol, benne székely-magyar rovásírással írt, zöld színű H betűvel. Az egyenruhán megfigyelhetők bizonyos hierarchiára utaló jelzések, rangjelzések egyes, magasabb beosztású tagok ruhájának gallérján.
Gyakorló ruházatuk  a katonai ruházati boltokban kapható, amerikai M65 típusú woodland mintázatú BDU (Battle Dress Uniform) egyenruha: sötét barnás-zöld tónusú terepmintázatú nadrág, ugyanilyen mintázatú zubbony és kabát, valamint jobb oldalra hajló, zöld színű svájcisapka. A zubbonyt a nadrágon kívül viselik, azon rajta zöld málhaövvel. A sapka bal oldalán kör alakú fém sapkajelvény: rovásírásos H betű, "NEMZETI ŐRSEREG" körfelirattal. A zubbonyuk bal karján állományjelző található.

## A nemzetvédők eskütétele
Az Őrsereg eskütételeit hagyományosan évente egyszer, október végén, Szabolcs vezér napján tartják a szabolcsi földvárnál. 2007-ben 120, 2008-ban pedig 40 nemzetvédő tett esküt a Szent Korona másolata előtt. Kis László pedig letette főkapitányi esküjét. 2010-ben újabb avatást tartottak.
Az eskü szövege a következő:
"Egy Igaz Teremtő Úr Isten!
Dicső őseink iránti tisztelettől és utódainkért érzett felelősségtől vezérelve, szabad akaratomból, én XY esküszöm, hogy életemet a Szent Korona által sugallt egyetemes és örök Isteni törvényekhez igazítom.
Fogadom, hogy szülőhazámat, az öröktől fogva létező Kárpát hazát, minden külső és belső ellenségtől megvédelmezem, ha kell életemet és véremet föláldozva is. De tiszteletben tartom az élet szentségét, földi élő környezetünket segítek megőrizni utódaink számára.
Fogadom, hogy békében a köz javát szolgálom, magyar testvéreim boldogulására, családom, nemzetem és az emberiség fölemelkedésén munkálkodom. Őseink reánk bízott hagyatékát, nemzetünk élő műveltségét igyekszem megőrizni és gyermekeinknek átadni. Vállalásomban Jézus Urunk irgalma, a Boldog Asszonyunk szeretete, és a Szent Korona oltalma vezessen.
Isten engem úgy segéljen!"

## Etikai Szabályzata
1. Elkötelezett vagyok a Nemzet sorsa, függetlensége iránt.
2. Tisztelem a Nemzeti kultúra értékeit, és a katonai hagyományokat.
3. Egyéni érdekeimet alárendelem a Nemzeti Őrsereg által támasztott követelményeknek.
4. Törekszem a feladatok legjobb tudásom szerinti végrehajtására.
5. A szolgálatomat a személyes példamutatás jellemzi.
6. Felelősséget érzek bajtársaim iránt.
7. Törekszem a Nemzeti Őrsereg hírnevének megőrzésére és megerősítésére.
8. Megvesztegethetetlen leszek.
9. Nem azonosulok Magyarellenes nézetekkel.
10. Szolgálatban nem adok hangot pártpolitikai nézeteimnek.
11. Törekszem mindazon követelmények teljesítésére, amelyeket a Nemzet védelme megkíván.
12. Megjelenésem legyen tiszteletet parancsoló, egyenruhám egységes, rendezett.
13. Hitelességem őszinteségemmel alapozom meg.
14. Szolgálatban fegyelmezett, megbízható vagyok.
15. Határozottan fellépek a rágalmazás és alaptalan híresztelések ellen.
16. Hangvételem kulturált, udvarias.
17. Minden helyzetben, tudatában vagyok annak, hogy személyemen keresztül ítélik meg az általam képviselt szervezetet.
18. Tartózkodom megjelenésemben és megnyilvánulásaimban az olyan formáktól, amelyek visszatetszésre adhatnak okot.
19. Kerülöm azokat a magatartásformákat, amelyek következtében befolyásolhatóvá válthatok.
20. Kerülöm az olyan élethelyzeteket, amelyekben kétes életvitelű, erkölcsi hitelüket vesztett személyekkel való megjelenésem miatt én is ilyen színben tűnnék fel.
21. Lehetőségeimet figyelembe véve, de a lehető legtöbbször részt veszek táborépítési, a kiképzési és egyéb feladatok végrehajtásában.
22. Az Etikai Szabályzat aláírásától kezdve havi rendszerességgel befizetem a megszavazott hozzájárulást, ezzel is igazolva az elkötelezettségemet.
23. Tudomásul veszem, hogy tilos nyilatkoznom a Nemzeti Őrsereget érintő kérdésekben, az esetleges érdeklődőt átirányítom a helyileg illetékes kommunikációs altiszthez.
24. Nem szervezek, és nem veszek részt magánakciókban.
25. Tudomásul veszem, hogy tilos a Nemzeti Őrsereggel kapcsolatos bármilyen információ távbeszélőn, drótpostán és egyéb elektronikus úton való közlése.
26. Minden körülmények között betartom a szolgálati utat.

## Kapcsolata a Magyar Gárdával
Az Őrsereg pár hónappal a Magyar Gárda előtt alakult, így 28 tagból álló szakasza már részt vett a Gárda első avatásán, a Budai Várban, ahol a két szervezet „bajtársi szövetségre” lépett egymással. Ez a kapcsolat a gárda kettéválása után is megmaradt mindkét szárnnyal.
Az Őrsereg azóta is részt vesz a Gárda valamennyi avatásán, és nagyon sok egyéb rendezvényen, demonstráción is együtt jelennek meg.

## Tevékenysége
Az Őrsereg tevékenysége az 1848-as eredeti törvényen („a személy és vagyonbátorság, a közcsend és belbéke biztosítása, az ország polgárainak őrködésére bizatik”) alapul, amit még kiegészít a hagyományőrzés.

### „Személy és vagyonbátorság”
Tevékenységének ebben a kategóriájában a szervezet árvízvédelemmel, véradással, jégkár-elhárítással és őrző-védő tevékenységgel foglalkozik.

### „Közcsend és belbéke”
A „közcsend és belbéke” tevékenységi körben a Nemzeti Őrsereg rendezvényeken vesz részt, amivel a bűnözés, elsősorban is a cigányok által elkövetett, vagy nekik tulajdonított bűncselekmények ellen igyekszik fellépni, illetve tiltakozni. Ezek a rendezvények gyakran a Jobbikkal és a Magyar Gárdával közös demonstrációk.

### Hagyományőrzés
A Nemzeti Őrsereg a hagyományőrzés keretében gyakran szervez megemlékező rendezvényeket történelmi események szereplőinek és áldozatainak tiszteletére, valamint keresztény vallási ünnepek alkalmából A szervezet tagjai más csoportosulások (főleg a Jobbik és a Magyar Gárda) hasonló jellegű rendezvényein is részt vesznek.
A történelmi megemlékezések közül néhányra a szomszédos országok magyarlakta területein került sor. Ez utóbbiakat a helyi rendvédelmi hatóságok gyakran rossz szemmel nézik; Szlovákiában például két esetben is őrizetbe vették az Őrsereg egyenruhásait, és az egyik alkalommal tíz hónapos felfüggesztett börtönbüntetést is kiszabott a szlovák bíróság.